# Пауль Маліш
Пауль Маліш (нім. Paul Malisch, 15 червня 1881 — 9 квітня 1970) — німецький плавець.
Бронзовий медаліст Олімпійських Ігор 1912 року.